# Gustaf Nerman

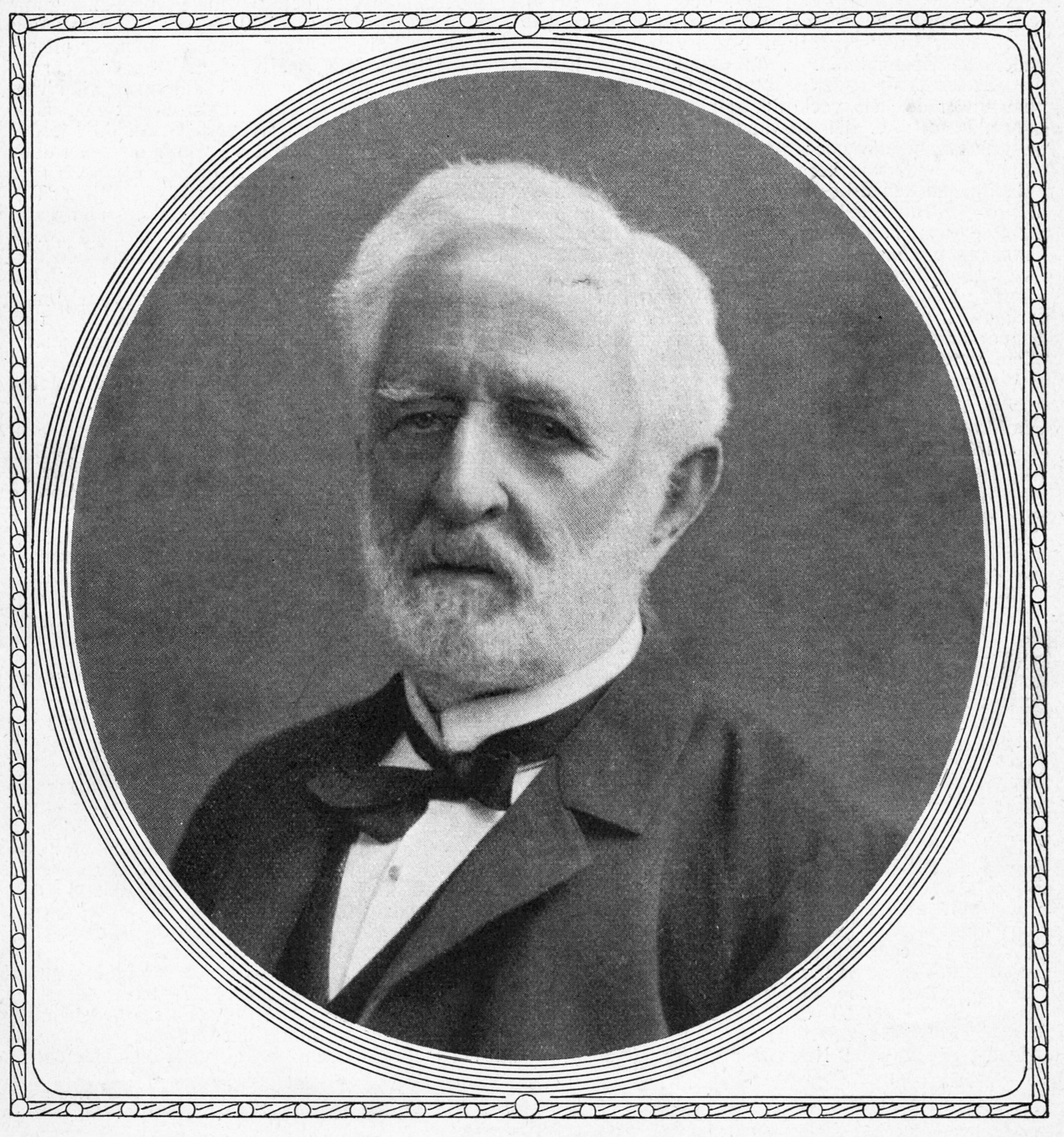
Gustaf Nerman på omslaget till Hvar 8 dag 1912.

Gustaf Magnus Nerman, född 6 juli 1827 i Stockholm, död 12 januari 1913 i Uppsala, var en svensk väg- och vattenbyggnadsingenjör.

## Biografi
Nerman skrevs efter studentexamen i Uppsala 1846 in vid Högre artilleriläroverket på Marieberg 1848 och utexaminerades därifrån 1851. Han blev 1852 löjtnant och 1875 major i Väg- och vattenbyggnadskåren samt var 1875–1892 distriktschef i mellersta väg- och vattenbyggnadsdistriktet.
Han gjorde sig särskilt känd som skriftställare i tekniska frågor och publicerade en mängd uppsatser och utredningar rörande kommunikations- och farledsfrågor, byggnadsmetoder, hydrografiska spörsmål med mera, även mycket på det teknisk-historiska området. Han redigerade (jämte Adolf W. Edelsvärd) "Tidskrift för byggnadskonst och ingeniörsvetenskap" (1859–1870) och utgav bland annat Göta kanals historia från äldsta tider till våra dagar (1895–1897). 
År 1862 vann han pris för en stadsplan i Göteborg. Nerman är begravd på Norra begravningsplatsen utanför Stockholm.